# Jan VII bar Abdun
Jan VII bar Abdun (ur. ?, zm. ?) – w latach 1004–1033 66. syryjsko-prawosławny Patriarcha Antiochii. 